# Walk cycle

Walk-Cycle-Animation bestehend aus vier Bildern

Als walk cycle wird in Animationen eine Sequenz von einzelnen Bildern bezeichnet, in der eine Gehbewegung so wiedergegeben wird, dass das Ende der Sequenz mit dem Anfang übereinstimmt. Damit wird der Eindruck eines kontinuierlichen Bewegungsablaufs erweckt. Der Begriff walk cycle wird auch für andere Bewegungsabläufe genutzt, bei denen dieser Effekt erreicht werden soll.
In der Regel genügen für die Darstellung eines walk cykle vier Schlüsselbilder: Der Ausgangspunkt, die erste Bewegungsphase, der Umkehrpunkt und die zweite Bewegungsphase. In Zeichentrickfilmen werden die Übergänge zwischen den Schlüsselbildern durch die Anfertigung weiterer Panels realisiert, in Computeranimationen werden die Übergänge mit Motion-Interpolation erzeugt.